# Etelköz

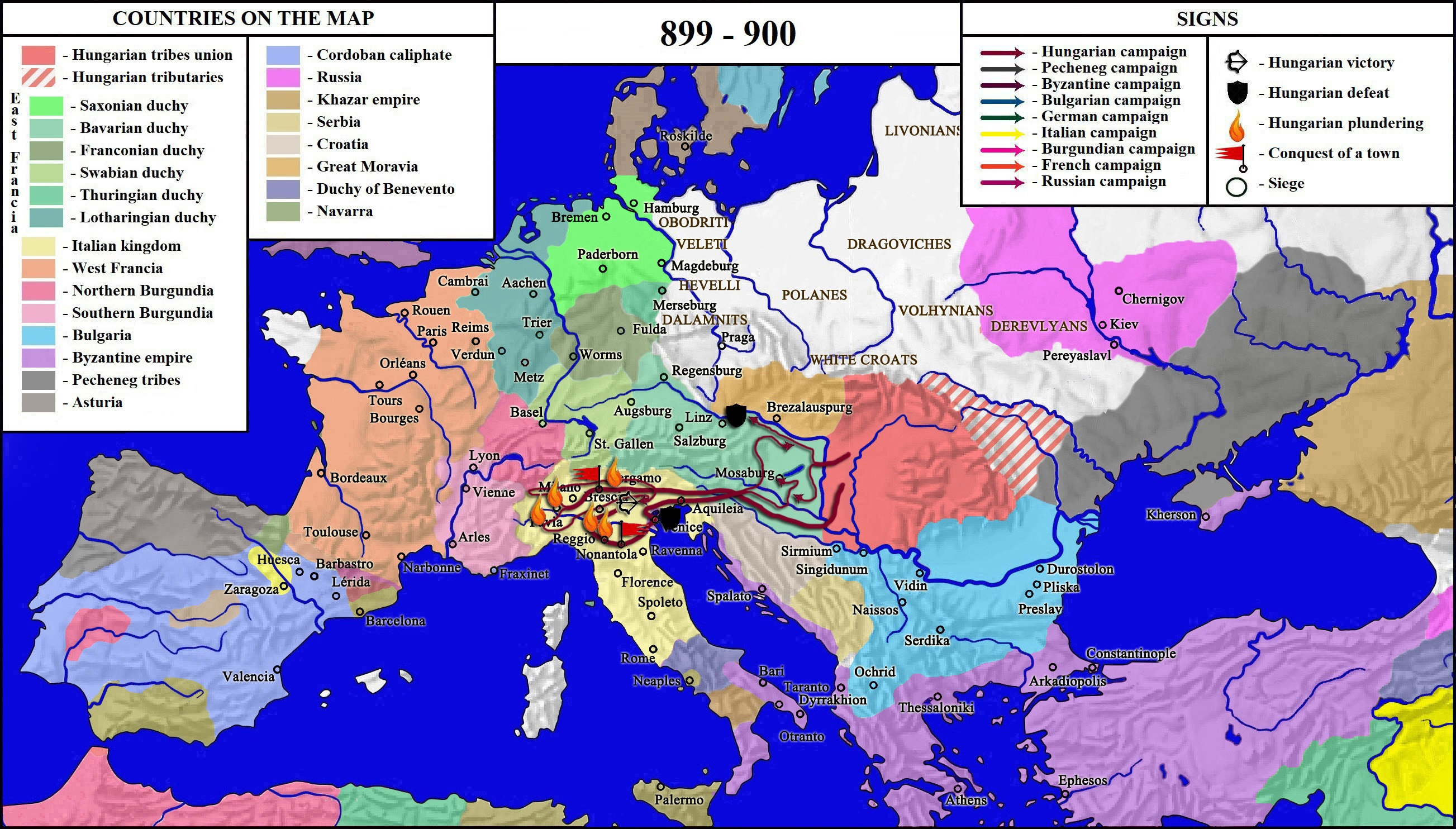
Kaart van Europa rond 900

De term Etelköz komt uit de De Administrando Imperio, een werk van de Byzantijnse keizer Constantijn VII Porphyrogennetos (913-920) en verwijst naar een regio. Het werk beschrijft de geschiedenissen en karakters van de naties, die aan het Byzantijnse Rijk grenzen, zoals de Hongaren en de Petsjenegen.
Er is een discussie onder wetenschappers over de betekenis van het woord Etelköz. Algemeen wordt aanvaard, dat het tweestromenland betekent, de regio tussen de Dnjepr en de Donau.

## Achtergrond
In 892 werden de Hongaren door de Petsjenegen over de Dnjepr gedreven. In 896 begonnen de Bulgaren een oorlog tegen het Byzantijnse Rijk. Na de verpletterende nederlaag tijdens de Slag bij Bulgarophygon riep Keizer Leo VI van Byzantium de hulp in van de Magyaren, die hem een leger stuurden. Dat leger wist tot diep in Bulgarije binnen te dringen. Het Byzantijnse leger viel Bulgarije vanuit het zuiden binnen. De tsaar van Bulgarije Simeon I ging, om een tweefrontenoorlog te voorkomen, onderhandelingen aan met het Byzantijnse Rijk, maar sloot intussen een verdrag af met de Petsjenegen om de Magyaren van zijn grondgebied te verdrijven. Dit deden de Petsjenegen zo goed dat ze de resterende Magyaren in de Etelköz en in de Pontisch-Kaspische Steppe westwaarts werden verdreven, naar de gebieden rond de benedenloop van de Donau, Transdanubië genaamd, en richting de Pannonische vlakte. In dit gebied stichtten de Magyaren later hun eigen staat.